# Paraleptomysis sinensis
Paraleptomysis sinensis är en kräftdjursart som beskrevs av Liu och Wang 1983. Paraleptomysis sinensis ingår i släktet Paraleptomysis och familjen Mysidae. Inga underarter finns listade i Catalogue of Life.